# Cindy Pielstroom

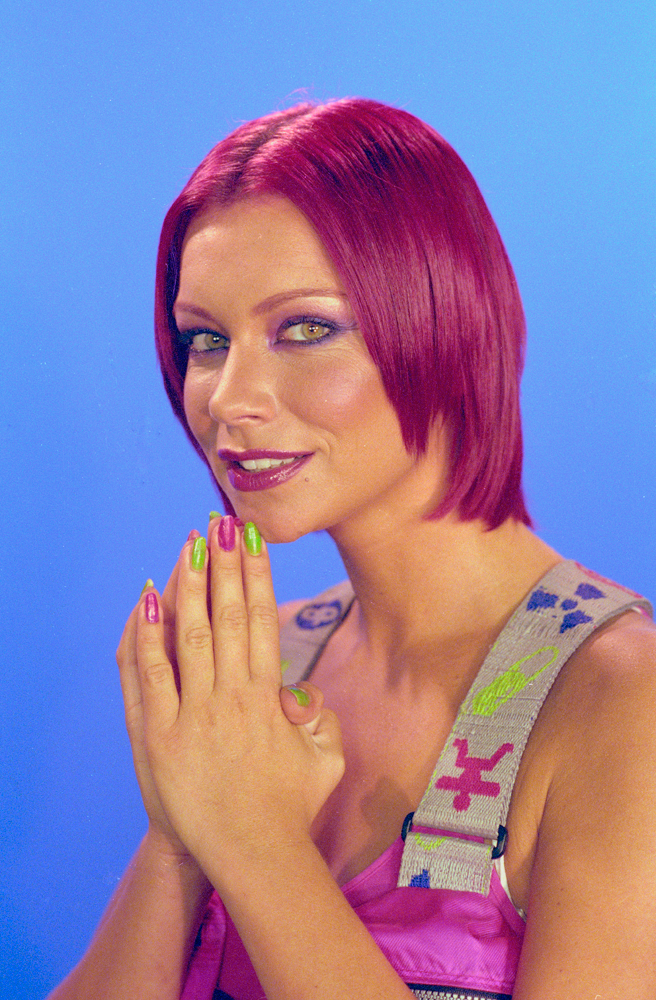
Cindy Pielstroom in 1999

Cindy Pielstroom (Amsterdam, 3 augustus 1970) is een Nederlands ondernemer, voormalig televisiepresentatrice en fotomodel.
Pielstroom vertrok na haar middelbareschoolopleiding naar Spanje, waar zij werkte als fotomodel. Ze woonde in Barcelona en kortstondig in Milaan en Athene.
In 1996 begon zij bij de televisie als 'bordjesomdraaister' bij het Rad van Fortuin op RTL 4. Hier werd ze de opvolgster van Patricia Rietveld. Daarnaast werkte ze als redacteur en presentatrice bij Call TV. Vervolgens presenteerde ze verschillende televisieprogramma's voor de toenmalige omroep Veronica (later Yorin) als Game Force One, City Report en VIPS en werkte ze als omroeper. Later werkte ze meer achter de schermen als producent en redacteur, onder meer voor het programma VIPS.
In 1999 begon Pielstroom een eigen bedrijf, waarmee ze websites opstartte, reclamecampagnes produceerde en televisieprogramma's maakte. Ze was actief in Globalicious, een door haarzelf opgerichte organisatie zonder winstoogmerk, die streefde naar bewustwording van de millenniumdoelstellingen. Tot en met 2003 presenteerde zij het kinderprogramma @Cindy's tijdens het Yorkiddin'-blok op Yorin. In 2010 werd ze creatief directeur van een evenementenbureau.
Cindy Pielstroom deed de voice-over voor City Report en Digitale Revolutie, en sprak verschillende reclames in.